# Karl Ferdinand Schulz
Karl Ferdinand Schulz (* 25. Juli 1782 in Gießen; † 14. November 1871 in Darmstadt) war ein hessischer Richter und Politiker (Fortschritt) und Abgeordneter der 2. Kammer der Landstände des Großherzogtums Hessen.
Karl Schulz war der Sohn des Professors und Superintendenten Johann Christoph Friedrich Schulz und dessen Ehefrau Johanette, geborene Benner. Schulz, der evangelischen Glaubens war, heiratete am 10. Oktober 1820 Karoline geborene Welcker (1792–1849), die Tochter des Pfarrers in Ober-Ofleiden, Philipp Welcker.
Schulz studierte ab 1808 Rechtswissenschaften an der Universität Gießen und Universität Heidelberg, wo er zum Dr. jur. promoviert wurde. 1819 wurde er dort Hofgerichtsadvokat und Prokurator. 1820 arbeitete er als buseckischer Patrimonialgerichtsbeamter in Groß-Buseck. 1822 wurde er Landrichter am Landgericht Lich, 1836 Landrichter in Biedenkopf. Seit 1848 war er Hofgerichtsrat am Hofgericht Darmstadt, bevor er 1865 pensioniert wurde.
Von 1862 bis 1866 und erneut 1869 gehörte er der Zweiten Kammer der Landstände an. Er wurde zunächst für den Wahlbezirk der Stadt Alsfeld und dann für den Wahlbezirk der Stadt Alsfeld gewählt.
1849 war er Mitglied der verfassungsgebenden Nationalversammlung.